# Gédéon Leblanc
Gédéon Leblanc (17 janvier 1832 à Bécancour – 11 décembre 1905 à Montréal) est un architecte et entrepreneur québécois.

## Biographie
Né le 17 janvier 1832 et baptisé le même jour en l’église catholique Saint-Grégoire, dans l'actuelle ville de Bécancour, Gédéon Leblanc est le fils de l'architecte Augustin Leblanc et de Julie Hébert, fille de l'homme politique Jean-Baptiste Hébert (en). Il a peut-être fait son apprentissage dans l'atelier de son père; du moins l'état des recherches actuelles ne permettent pas de le préciser.
Le 27 avril 1858, en l'église Saint-Célestin, à Saint-Célestin, il épouse Delphine Leblanc, fille de Joseph Leblanc et Théotiste Lemire, née le 22 janvier 1834, baptisée le même jour à Saint-Grégoire, décédée le 4 octobre 1910; ses funérailles ont eu lieu le 6 octobre 1910 en l’église catholique Saint-Eusèbe à Princeville (Saint-Eusèbe-de-Stanfold) puis inhumée dans le cimetière paroissial.
Le couple a eu neuf enfants. 
Gédéon Leblanc est décédé le 11 décembre 1905, à Montréal. Ses funérailles ont eu lieu le 13 décembre 1905 en l’église catholique Notre-Dame puis il est inhumé le même jour au cimetière Notre-Dame-des-Neiges.

## Réalisations
Gédéon Leblanc est l'architecte de plusieurs églises, dont celle de Plessisville en 1856 (détruite par un incendie le 16 mai 1885), celle de Saint-Norbert-d'Arthabaska en 1861, celle de Saint-Stanislas en 1872-1873, celle de Saint-Tite en 1876, celle de Champlain en 1879, celle de Saint-Elphège en 1886, et celle de Bécancour en 1885-1891 (détruite par un incendie le 22 décembre 2000). Il réalisa aussi l'intérieur de celle de Princeville en 1864 (détruite par un incendie le 3 mars 1911).
En 1882-1883, il réalisa le couvent de Champlain, connu aujopurd'hui sous le nom de résidence du Bon-Pasteur.

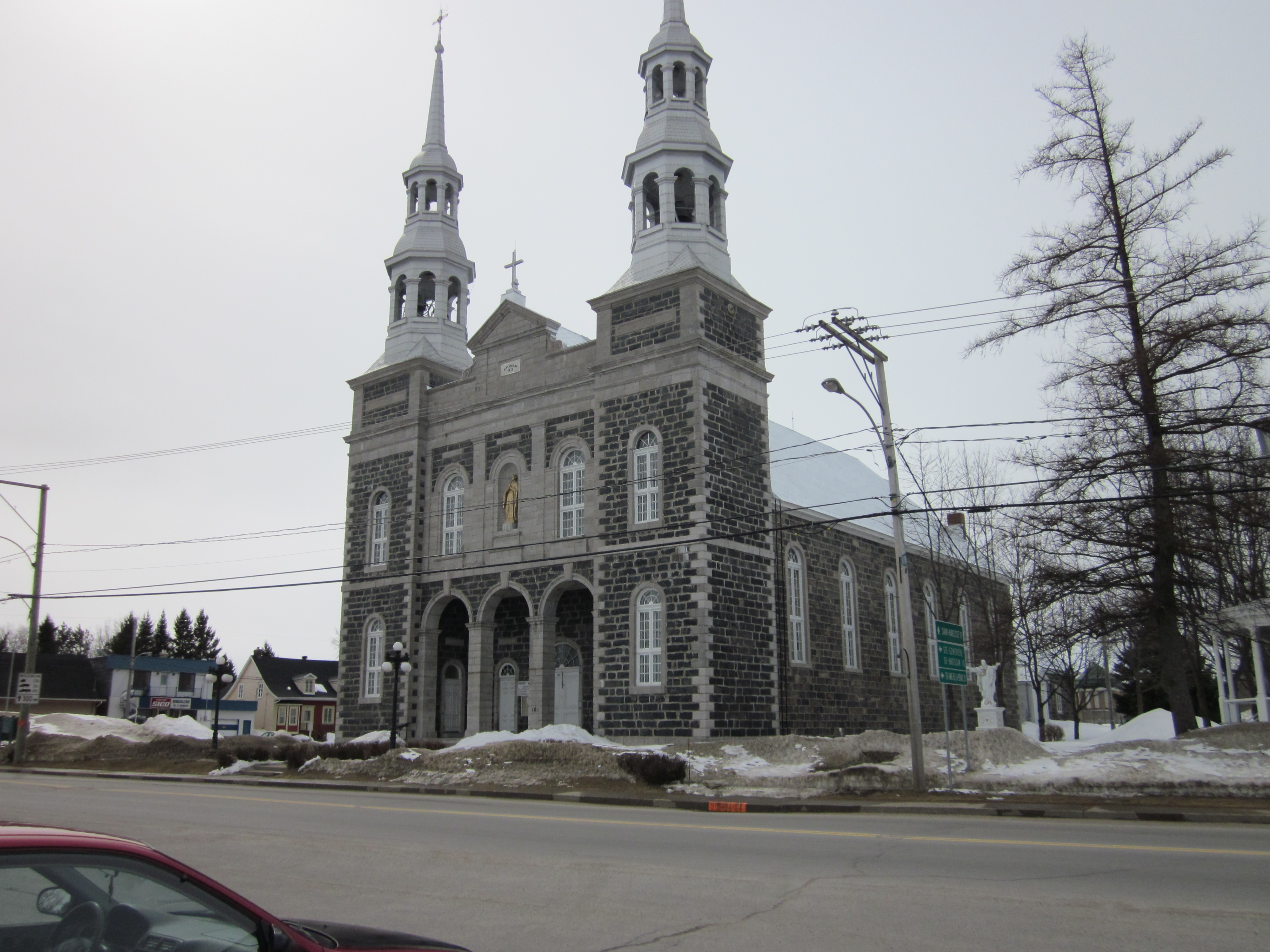
Église Saint-Stanislas
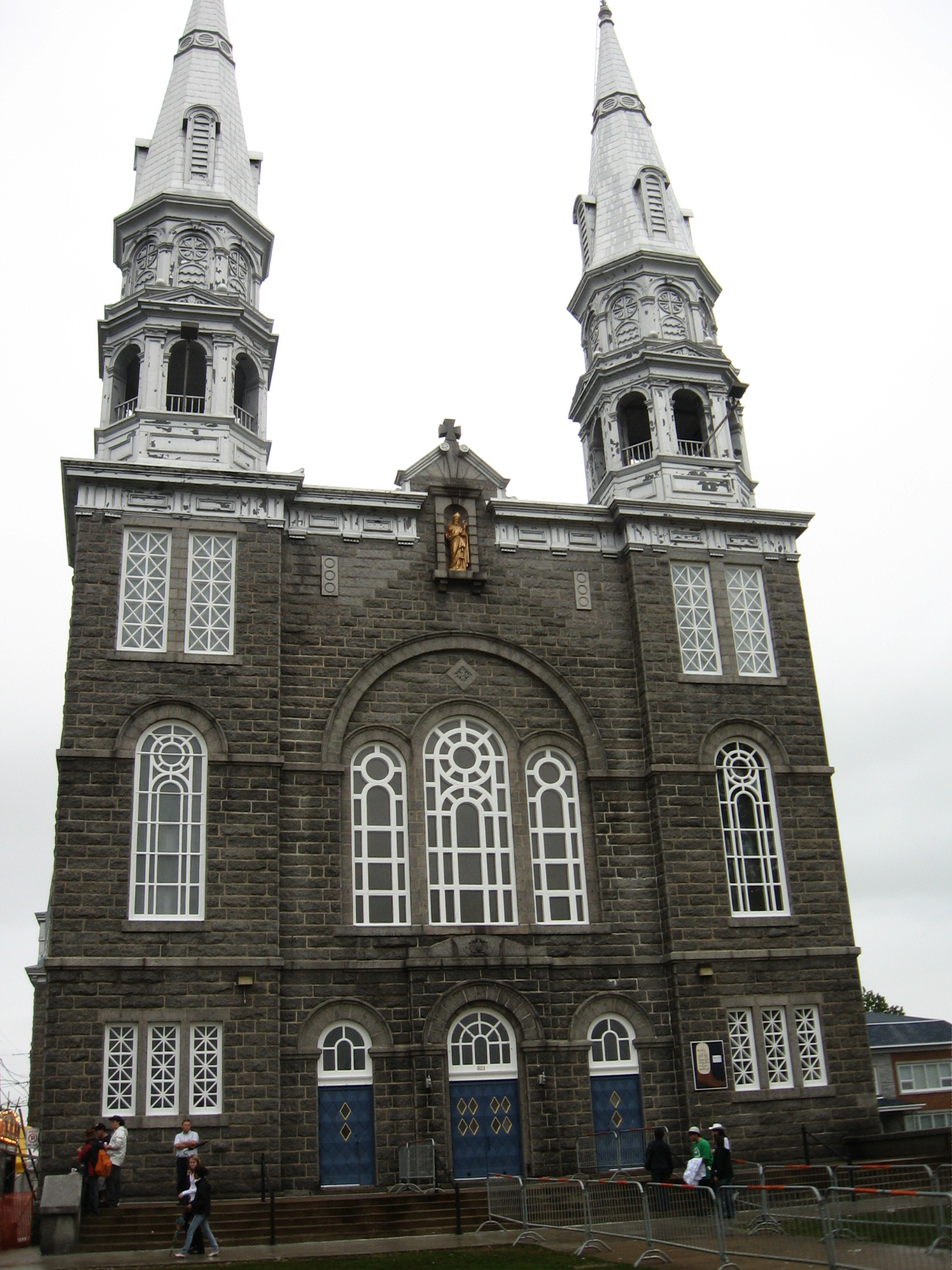
Église de Saint-Tite
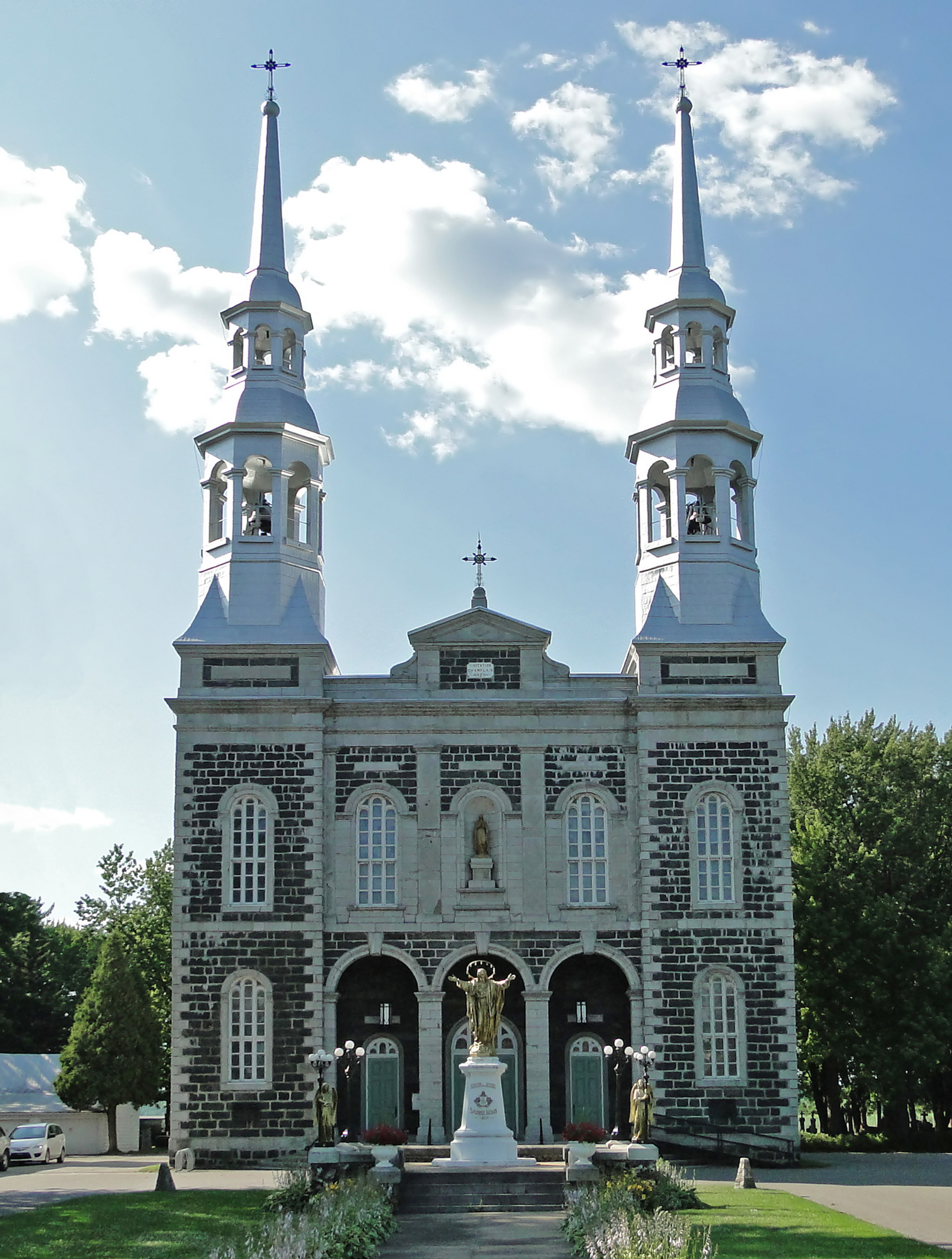
Église de Champlain
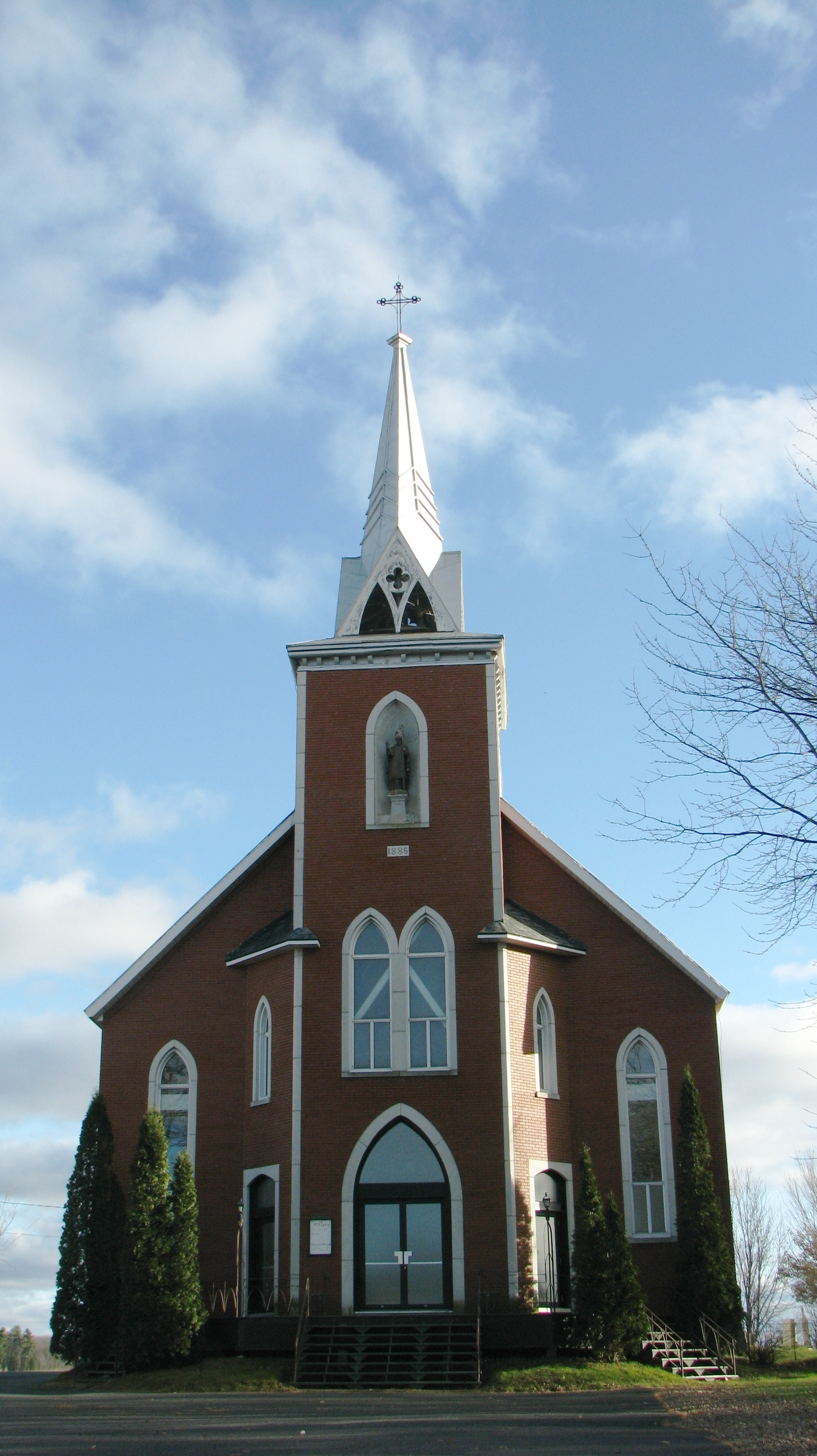
Église de Saint-Elphège
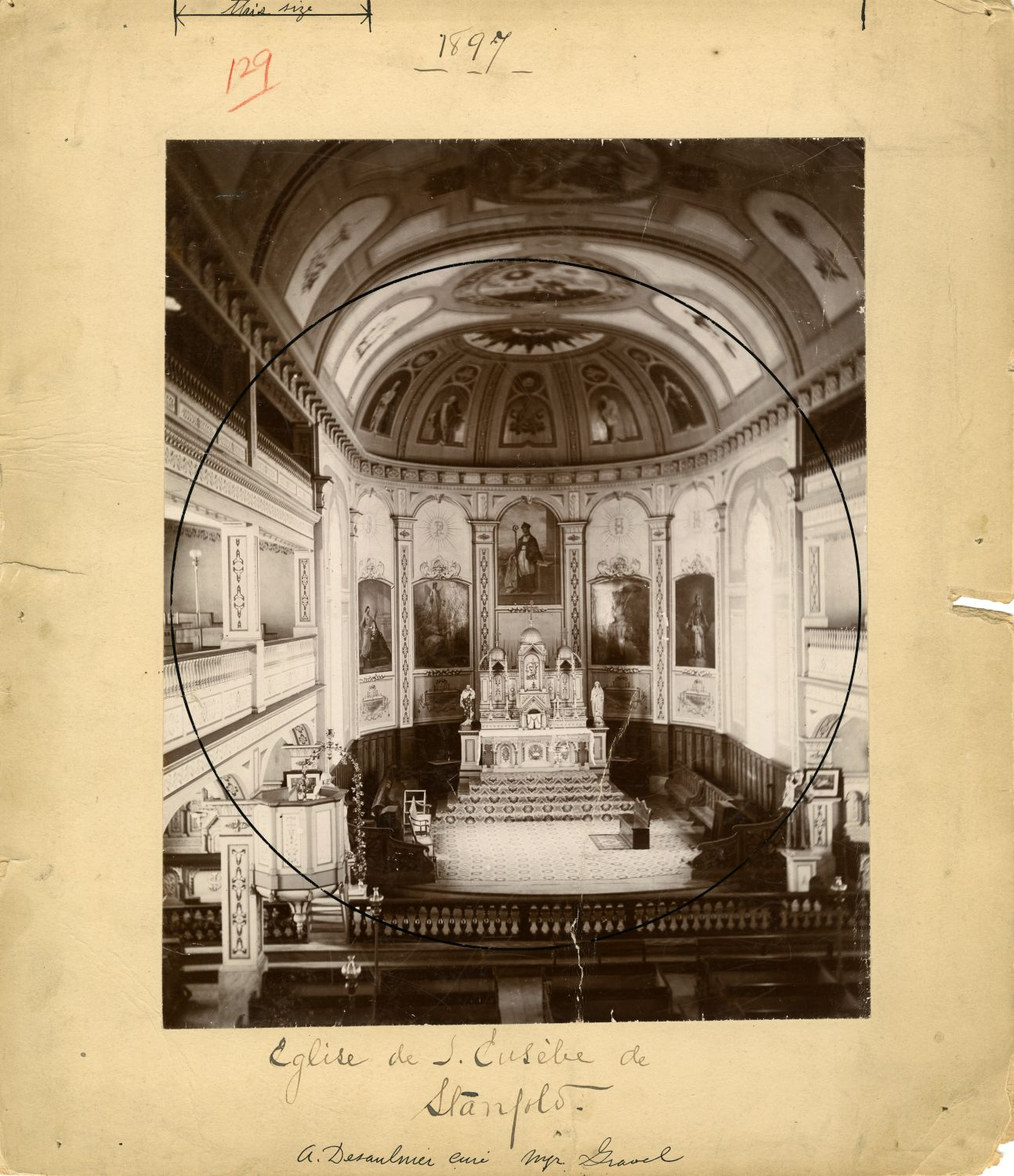
Intérieur de l'église de Princeville